# Werner Grossmann
Werner Grossmann, nemški general in politik, * 6. marec 1929, † 28. januar 2022.
Med letoma 1986 in 1989 je bil namestnik ministra za državno varnost Nemške demokratične republike (Stasija) in poveljnik Hauptverwaltung Aufklärung.